# Santa Cruz (província da Argentina)
Santa Cruz é uma província da Patagônia argentina. Com uma extensão territorial de 243.943 km² e população de 196.958 habitantes (2001)  tem como capital a cidade de Rio Gallegos. A província foi criada em 1957. O sua atual governador é Claudio Vidal, do Somos Energía para Renovar Santa Cruz.

## Divisão administrativa

Divisão administrativa da Província de Santa Cruz e suas respectivas capitais.

- Corpen Aike (Puerto Santa Cruz)
- Deseado (Puerto Deseado)
- Güer Aike (Río Gallegos)
- Lago Argentino (El Calafate)
- Lago Buenos Aires (Perito Moreno)
- Magallanes (Puerto San Julián)
- Río Chico (Gobernador Gregores)